# ナーワル (原子力潜水艦)
| USS Narwhal SSN-671 | |
| 艦歴                | |
| 発注                | 1964年7月28日 |
| 起工                | 1966年1月17日 |
| 進水                | 1967年9月9日 |
| 就役                | 1969年7月12日 |
| その後              | |
| 除籍                | 1999年7月1日 |
| 性能諸元            | |
| 排水量              | 基準：5,027トン、満載：5,378トン                                                                                          |
| 全長                | 95.91 m |
| 全幅                | 11.46 m |
| 喫水                | 8.8 m |
| 予備浮力            | 20.2% |
| 機関                | 原子力ギアード・タービン方式 GE S5G 自然循環式加圧水型原子炉×1基 タービン×2基/7翼ハイスキュード・スクリュー×1軸 17,000SHP |
| 電池                | ガピーIC型126個1群 |
| 最大速              | 20/25 ノット （水上/水中）                                                                                                |
| 兵員                | 士官12名, 兵員95名 |
| 兵装                | 21インチ魚雷発射管4基、魚雷・ミサイル×26                                                                                  |
| ソナー              | BQQ-1B ソナー（アクティヴ/パッシヴBQS-6B、パッシヴBQR-7、氷海行動/機雷探知ソナーBQS-8） BQG-3 PUFFS WLR-9 音響邀撃受信機  |
| 水中射撃指揮装置    | Mk113 Mod6 水中射撃指揮装置                                                                                               |
| 電子戦・ESM機材     | BPS-14、BRD-6、WLR-4 |

ナーワル(USS Narwhal, SSN-671)はアメリカ海軍の攻撃型原子力潜水艦。艦名はイッカクに因む。アメリカ海軍における同名の艦（en:USS Narwhal）としてはナーワル級潜水艦1番艦(SS-167)以来3代目。試験艦的な性格が強く、同型艦はない:107-108/280。

## 概要
ナーワルは、ほぼ同時期のグレナード・P・リプスコム（1974年就役）と並んで、米海軍における原潜の静粛化への取り組みを示す潜水艦である:107-108/280
原潜の騒音源として主要なものは、（ギアード・タービン方式の場合の）減速ギア・ボックスと（加圧水型原子炉の場合の）1次冷却水循環ポンプである。減速ギア・ボックスを廃するべく原子力ターボ・エレクトリック方式を採用したG・P・リプスコム:107/280に対し、本艦では、大出力発揮時以外は冷却水循環ポンプを停止し、自然循環により原子炉の冷却と冷却水の水位を維持する自然循環式原子炉（NCR: Natural Circulation Reactor）S5Gが採用された:108/280。さらに、蒸気タービンとして大口径で低速で回転するタービンを推進軸に直結する直結タービン方式により、減速ギアをも廃しようという斬新な発想の設計がなされていた。
高度の静粛性を実現する目的は完全に達成され、オハイオ級ならびにシーウルフ級の登場以前の米海軍において最も静粛な潜水艦であった:108/280。しかし、自然循環式原子炉はかさばり、標準的なスタージョン級の直径31.6ft (9.6m)の原子炉区画には収まらず、原子炉区画の直径は33ft (10.1m)に大型化を余儀なくされ:47,66/280、艦全体としても幅約2メートル、全長7メートル弱も大型化した。また、配管が複雑化する欠点がある（とりわけスレッシャーの沈没後には問題とされた）ことが指摘された。とはいえ、のちのオハイオ級向けの原子炉（S8G）は、S5Gを直接のルーツとしているほか:52,107-108/280、次代のロサンゼルス級の設計の上で有力な参考とされたほか、以降の攻撃原潜向けの原子炉（S6G をはじめ、シーウルフ級向けのS6W:41/280やヴァージニア級向けのS9G:53/280）でも自然循環冷却が設計に取り入れられるなど、本艦から得られた技術的知見は大きく生かされていると言えよう。ただ、冷却系のために艦体内外を貫通して設けられた海水導入用のスクープ配管はスレッシャー喪失を踏まえて策定されたSUBSAFEプログラムによる規制を越える配管径を有していたことから問題視され、以後、同様の実装がなされることはなかった。
なお、本艦の建造にあたって、スタージョン級の設計が大幅に流用された。艦型および兵装ほかの装備は同級に準じ、完全な戦闘能力を有する。

## 艦歴
ナーワルは1966年1月17日、コネチカット州グロトンのエレクトリック・ボート社造船所で建造が開始された。1967年9月9日にグリン・R・ドナホー夫人により命名、進水、W・A・マットソン艦長の指揮下1969年7月12日に就役し、在籍期間中は良好な運用成績をしめし、海軍部隊感状、部隊功労表彰(3度)、5回の戦闘効率「E」賞を獲得している
1989年9月22日にハリケーン・ヒューゴーがチャールストンを襲い、ナーワルもその被害を受けた。ナーワルはハリケーンに備えて9本のワイヤー及び2隻の3インチ船に繋がれたが、ハリケーンの第1波でワイヤーの半分が切断され、クーパー川に漂流した。乗員とタグボートはナーワルを桟橋に戻そうとしたが、ハリケーンの第2波が来るとナーワルは川に沈み、セイルを露出させたままハリケーンを乗り切った。
1990年代中旬に、艦体後部上面にTB23曳航ソナーを収容するハウスを設置した。
1999年7月1日に退役すると、2001年10月1日、ワシントン州ブレマートンにおいて、海軍核動力艦船および潜水艦再生計画に登録された。しかし解体はされず、原子炉区画および推進区画の機材を撤去した後、ケンタッキー州ニューポートの全米潜水艦科学センター（NSSDC: National Submarine Science Discovery Center, the）で教材および教室としての展示が計画された。2007年度を目処に一般への展示公開が計画されていたが、2006年4月26日、同センター運営委員会は、余りに高額の費用を要することを理由に一般展示公開を断念することを発表した。これにより、本艦は2020年10月までに解体された